# Arguloida
Arguloida is een orde van kreeftachtigen uit de klasse van de Ichthyostraca.

## Superfamilie
- Arguloidea Yamaguti, 1963